# Willy på äventyr
Willy på äventyr var en tecknad serie som publicerades i flera länder. Originalet var den brittiska Rob the Rover, tecknad av Walter Booth. I Sverige gick serien i veckotidningen Allers med vissa avbrott från 1921 till 1975. Rob the Rover var bland världens första tecknade äventyrsserier.
Det var den brittiske tecknaren Walter Booth som skapade seriefiguren Willy, i originalet kallad Rob. Första avsnittet publicerades i barntidningen Puck 1920. Fiskaren Daniel (”farbror Anders” på svenska) hittar den unge pojken Rob/Willy ensam på en flotte på havet. Rob minns inget av sitt förflutna. De följande avsnitten skildrar parets jakt efter sanningen om hans förflutna. Serien fortsatte i Puck ända till 1940, då den lades ner. 
Rob the Rover blev mycket populär och såldes till Ungern, Portugal, Spanien, Frankrike, Argentina och Chile. I Italien gjordes Rob om till ungfascist, Lucio L’avanguardista.
Ett tiotal fristående episoder publicerades i svenska Allers Familj-Journal 1921-1922 och från 1923 blev serien ett stående inslag i tidningen, samtidigt som den introducerades i Allers danska och norska tidningar. De allra första berättelserna handlade om Robs/Willys uppväxt, men de trycktes inte Skandinavien. I stället inledde man med ”Bland Söderhavets pirater”, en 83 episoder lång dramatisk jakt på en gömd sjörövarskatt. Under åren följde sedan farofyllda resor och äventyr till många platser runt hela jorden. Willy fick sällskap av professor Seymour och hans dotter Jane (Jonna i Sverige). 1937 konstruerade Seymour SM3, ”submarine plane”, ett flygplan som även fungerade som ubåt.
När tidningen Puck lades ner 1940 slutade Walter Booth att teckna Willy på äventyr men serien fortsatte hos Allers förlag, i Sverige i tidningen Tjugofemman under titeln Ronnie på äventyr och med Harry Nielsen som tecknare. Nielsen var troligen också manusförfattare.
1946-1947 gick serien åter i Allers, nu under namnet Willy på äventyr, men sedan följde ett avbrott ända till 1956 då Willy återkom i Allers. Det var nu Tage Andersen som tecknade efter manus av Aage Grauballe. I serien hade Willy en ny farkost, SM4, en sorts flygande tefat som kunde färdas under vattnet, i luften och i rymden. Senare följde de ännu mer avancerade SM5 och SM6.
Skandinaviska "Willy" skilde sig från det brittiska originalet genom sina science fiction-inslag. Rob the Rover var mer en klassisk äventyrsserie.
Willy på äventyr upphörde i svenska Allers 1975 och i danska Familie Journal 1977. Den danske författaren Jørgen Mehlskov gav 1982 ut en bok om serien, Hvidbog om en kulørt serie och i Sverige kom 2009 Björn Harnbys Willy på äventyr : ett seriefanzine. I Danmark har på 2000-talet många av de gamla äventyren getts ut i bokform.